# Economic
Economic is een historisch motorfietsmerk.
De bedrijfsnaam was: Economic Motors, London.
Economic bouwde 165cc-tweetakten met een boxermotor die bij de eerste modellen boven het achterwiel lag. Later kwam de motor op de normale plaats in het frame terecht, eerst als langsgeplaatste motor, later als dwarsgeplaatste motor ingebouwd.
De productie duurde van 1921 tot 1923 en de productie-aantallen waren beperkt omdat Economic de motor niet zelf had ontwikkeld. Hij was bij het Amerikaanse leger tijdens de Eerste Wereldoorlog gebruikt om een generator aan te drijven en Economic gebruikte de restvoorraden die in Europa achter waren gebleven.